# San Benedetto in Perillis

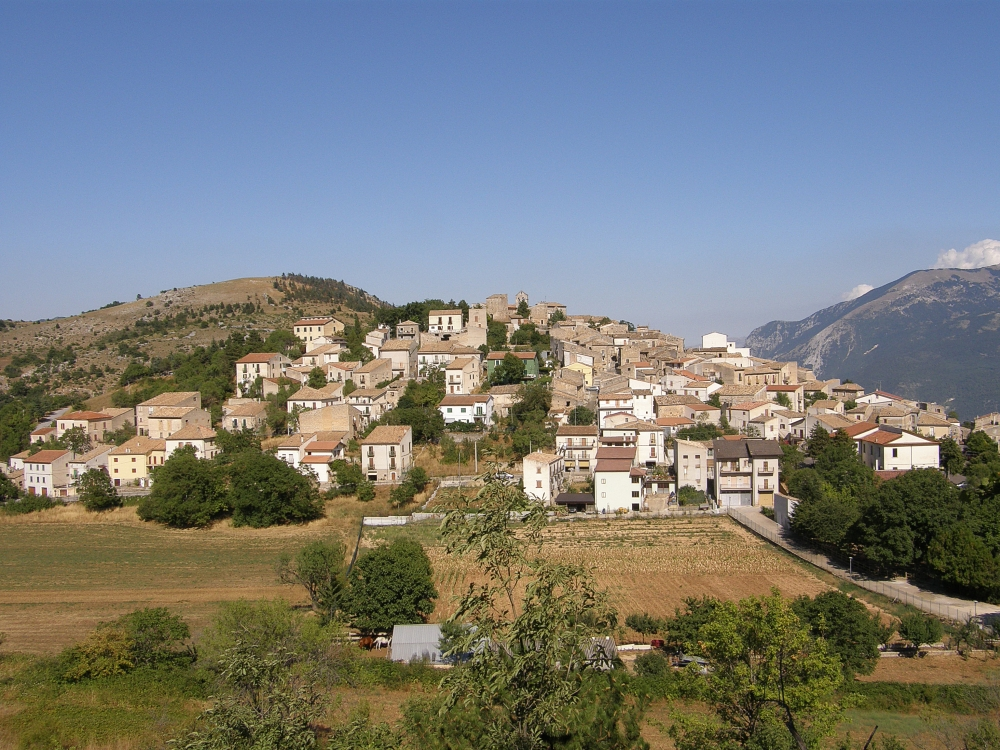
panorama de San Benedetto in Perillis.

San Benedetto in Perillis es una comuna italiana de 125 habitantes de la provincia de L'Aquila en Abruzzo. Forma una parte de la comunidad montañeza "Campo Imperatore-Piana di Navelli". Hasta 1947 perteneció a una fracción a la comuna de Collepietro.

## Evolución demográfica
| Gráfica de evolución demográfica de San Benedetto in Perillis entre 1861 y 2001 |
|                                                                                 |
| Fuente ISTAT - Gráfica elaborada por Wikipedia                                  |